# Mighty Ducks
Mighty Ducks ou Les Canards de l'exploit (Mighty Ducks) est une série télévisée d'animation américaine en 26 épisodes de 25 minutes, produite par les studios Disney et diffusée entre le 6 septembre 1996 et le 17 janvier 1997 sur le réseau ABC et en syndication.
En France, la série a été diffusée à partir du 7 septembre 1997 sur TF1 dans l'émission Disney Club. Elle reste inédite dans les autres pays francophones.

## Synopsis
Cette série mise sur les aventures suitées de l’équipe de hockey sur glace nommée les Ducks. 

## Fiche technique
- Titre original : Mighty Ducks
- Titre français : Mighty Ducks : Les Canards de l'exploit
- Sociétés de production : Walt Disney Television Animation, Helium Productions
- Sociétés de distribution : American Broadcasting Company, Buena Vista Television
- Pays d'origine : États-Unis
- Langue originale : anglais
- Format : couleur — 35 mm — 1,37:1 — son mono
- Genre : animation, sport
- Durée : 25 minutes
- Nb. d'épisodes : 26 (1 saison)
- Dates de première diffusion
  -  États-Unis : 6 septembre 1996
  -  France : 7 septembre 1997

## Distribution

### Voix françaises
- Denis Laustriat : Wildwing Flashblade
- Ludovic Baugin : Nosedive Flashblade
- Laurence Crouzet : Mallory McMallard
- Vanina Pradier : Tanya Vanderflock
- Bruno Choël : Duke L'Orange
- Jean-Jacques Nervest : Check « Grin » Hardwing, Commentateur
- Pierre Hatet : Messire Dragaunus
- Patrice Dozier : Caméléon
- Marc de Georgi : Spectrus
- Patrick Messe : Blocus
- Philippe Ogouz : L'entraîneur Phil Poidsplume, B.R.A.W.N.
- Philippe Vincent : Inspecteur Klegghorn
- Juliette Degenne : Lucretia DeCoy
- Gérard Hernandez : Professeur Huggerman
- Jean-François Kopf : Stanley Strazinski, Docteur Droïde
- Damien Boisseau : Borg
- Pierre Dourlens : Asteroth
- Gérard Surugue : Zork, Guy Bert
- Jean-Pierre Leroux : Flork
- Lionel Henry : Phinéas Vipère
- Pierre Tessier : Docteur Gredaine
- Voix additionnelles : Bernard Métraux, Pascal Renwick, Hervé Rey, Yann Le Madic, Michel Vocoret, Olivier Proust

## Épisodes
Les épisodes sont listés selon l'ordre de leur première diffusion aux États-Unis. On notera que, d'un point de vue chronologique, l'épisode 21 est en réalité le dernier.
1. Le Premier Face-à-face [1/2] (The First Face Off [1/1])
2. Le Premier Face-à-face [2/2] (The First Face Off [2/2])
3. Opération Protéus (A Traitor Among Us)
4. Zap attaque (Zap Attack)
5. Les Canards dans la mire (Phil in the Blank)
6. Un match à tout casser (Power Play)
7. Opération Sorcier (Dungeons and Ducks)
8. Le Chef (Take Me To Your Leader)
9. Facteur inhumain (The Human Factor)
10. Attention vipère (Beak to the Future)
11. Canards de poche (Microducks)
12. Les Ducks contre Brawn (Beaks vs. BRAWN)
13. Bande de sauriens (Jurassic Puck)
14. Les machines se révoltent (The Return of Dr. Droid)
15. Un super héros (Mondo-Man)
16. Duck fiction (Puck Fiction)
17. Un monde idyllique (Monster Rally)
18. Buzz, héros d'un jour (Buzz Blitzmann, Mighty Duck)
19. Nosedive baby sister (Bringing Down Baby)
20. Duels sur glace (Mad Quacks Beyond Hockeydome)
21. Le Dernier Duel (The Final Face Off)
22. Sale temps pour les ducks (The Iced Ducks Cometh)
23. La Chasse aux canards (The Most Dangerous Huck Hunt)
24. Le Talisman maudit (The Return of Astroth)
25. Les Durs-à-cuire (Duck Hard)
26. Vol à tir d'ailes (To Catch a Duck)

## Production

### Genèse
Le 2 octobre 1992, Walt Disney Pictures sort le film The Mighty Ducks (Les Petits Champions ou Jeu de puissance au Québec) et lance une nouvelle vague d'engouements pour le hockey sur glace chez les jeunes. Devant le succès du film qui rapporta 51 millions de dollars, la Walt Disney Company décida de demander à la LNH l'octroi d'une franchise.

### Scénario
L'histoire s'inspire de l'équipe de hockey les Mighty Ducks d'Anaheim détenue par la Walt Disney Company jusqu'en 2005. Elle prend place dans l'univers des canards de Disney.

## Suite
En 1997, Walt Disney Television Animation a sorti directement en vidéo Mighty Ducks, le film, compilant les épisodes Le Premier Face-à-face (1 et 2) et Les Durs-à-cuire.